# Байерн (Эберсберг)
Байерн (нем. Baiern) — община в Германии, в земле Бавария.
Подчиняется административному округу Верхняя Бавария. Входит в состав района Эберсберг. Подчиняется управлению Глон. Население составляет 1513 человек (на 31 декабря 2010 года). Занимает площадь 19,96 км².